# Julio Alfredo Egea
Julio Alfredo Egea Reche (Chirivel, 4 de agosto de 1926-Ib., 23 de septiembre de 2018) fue un poeta español de la segunda mitad del siglo xx y principios del siglo xxi, y académico correspondiente de la Academia de Buenas Letras de Granada desde diciembre de 2007 con el título de Ilustrísimo Señor.

## Biografía
La vida literaria de Egea estuvo estrechamente vinculada a Granada, donde participó en los movimientos literarios de esta ciudad integrándose en la denominada generación de los 50.
Fundador y redactor jefe de la revista Sendas —la cual publicó en 1946 el primer homenaje escrito al poeta Federico García Lorca en España—. Ha sido alcalde de su pueblo natal.
Parte de su obra literaria, no incluida en libros o comprendida en estos, está repartida por periódicos o revistas especializadas de España y América. Poemas suyos han sido traducidos al búlgaro, polaco, árabe, francés, inglés, alemán, italiano y portugués. Un poema suyo, Nana para dormir muñecas, con música de María del Carmen Carrión, participó en el IV Festival de la Canción Infantil de TVE de 1970.
En La Rambla, Antología biográfica, Julio Alfredo Egea ofrece un valioso testimonio de la literatura, la poesía y la vida de una época que arranca desde la infancia y adolescencia del poeta y se extiende durante décadas por las que aparecen nombres de escritores como Rafael Guillén, José María Fernández Nieto, Enrique Molina Campos, los hermanos Antonio y Carlos Murciano, Juan Antonio Villacañas, Luis Jiménez Martos, José Jurado Morales y Pere Gimferrer, entre otros.

## Obra

### Poesía
- Ancla enamorada (1956).
- La calle (1960).
- Museo (1962).
- Valle de todos (1963).
- Piel de toro (1965).
- Nana para dormir muñecas (1965).
- Repítenos la aurora sin cansarte (1971).
- Desventurada vida y muerte de María Sánchez (1973).
- Antología Poética 1953-1973 (1975).
- Cartas y Noticias (1973), Premio de Poesía Tomás Morales 1958: Tercer Premio.
- Bloque Quinto (1976).
- Sala de espera (1983).
- Los regresos (1985).
- Segunda Antología Poética 1973-1988 (1990).
- Voz en clausura. Antología de sonetos (1991).
- Los asombros (1996).
- Desde Alborán navego (2003).
- El vuelo y las estancias (2003).
- Fábulas de un tiempo nuevo (2003).
- Asombros traducidos. Libro antología y CD con la voz del poeta (2003).
- Tríptico del humano transitar (2004).
- Legados esenciales (Antología de herencias) (2005)

### Narrativa
- Plazas para el recuerdo. Sobre el barrio granadino del Albaicín (1984).
- La Rambla (1996). Antología biográfica.
- El sueño y los caminos (1990). Antología de cuentos.
- Puesto de alba y quince historias de caza (1996).
- Alrededores de la sabina (1997).
- Sastre de fantasmas (y otros relatos) (2006).

### Otras
- Arqueología del trino (1990). Libro de poemas, inédito como libro, con amplio adelanto en Segunda Antología Poética.
- Mi tierra mi gente (1993). Relato sobre todas las comarcas almerienses, coleccionable publicado en veinte fascículos ilustrados por el periódico regional Ideal, de Andalucía Oriental.
- Encuentro con el mar (1997). Cuaderno antológico 1953-1997, con motivo de habérsele dedicado una plaza al autor en la ciudad de Almería.
- Asombros transparentes (1996). Adelanto del libro Los Asombros.
- Pequeña antología poética (1995).
- Del alma entre la bruma (2003). Cuaderno antológico.
- Todo es poesía en Granada. Panorama poético (2000-2015). José Martín de Vayas (antólogo). Granada: Esdrújula Ediciones, 2015.